# Asklepios

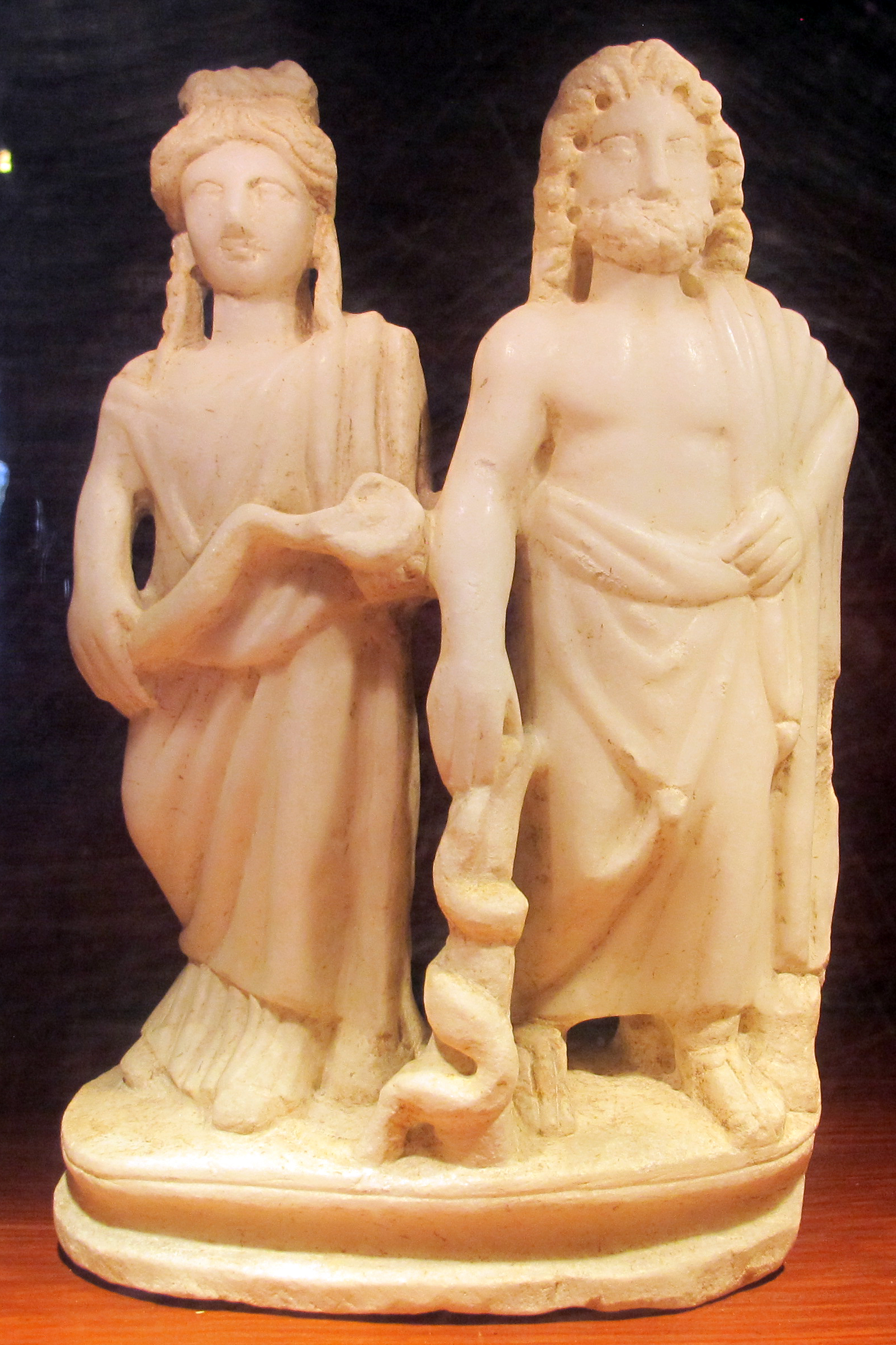
Asklepios i Higieja (marmurowa statuetka z Halikarnasu)

Asklepios, Eskulap (gr. Ἀσκληπιός Asklēpiós, Asclepius, łac. Aesculapius) – w mitologii greckiej bóg sztuki lekarskiej (medycyny); jeden z herosów.
Jego rzymskim odpowiednikiem był Eskulap. Za jedną z postaci Asklepiosa uważany był też fenicki boski uzdrowiciel Eszmun (Jasumunu).

## W mitologii greckiej
Uchodził za syna boga Apollina i zmarłej przy jego narodzeniu nimfy Koronis; niemowlęciem opiekowała się karmiące je koza i strzegący go pies. Był mężem Epione (Kojąca ból) i ojcem Higiei, Panakei, Iaso, Ajgle, Akeso oraz lekarzy Machaona (internista) i Podalejriosa (chirurg). Został wychowany przez centaura Chirona, który nauczył go sztuki lekarskiej. Według legendy Asklepios udusił pewnego razu węża; wtedy podpełzł inny wąż i podał zioło, które go przywróciło do życia. Odebrane wężowi zioło Asklepios używał odtąd do wskrzeszania zmarłych. Kiedy został lekarzem na okręcie Argo, wskrzesił kilku zmarłych włącznie z Minosem. Gdy z kolei próbował ożywić Oriona, Hades poskarżył się Zeusowi, że niedługo nikt nie pozostanie w jego świecie podziemnym. Przejęty tym Zeus zgodził się uśmiercić Asklepiosa piorunem, przemieniając go następnie w gwiazdozbiór Wężownika. W odwecie Apollin, jako ojciec Asklepiosa, zabił wszystkich Cyklopów.

## Ośrodki kultu
Dzięki magicznej mocy uzdrawiania Asklepiosa już w starożytności nazywano Zbawicielem (gr. Soter). Głównymi ośrodkami jego kultu były Pergamon, Kos i Epidauros, gdzie co 5 lat obchodzono jego święto. Boga przedstawiano jako węża – symbol odradzającej się siły żywotnej (co było wynikiem cyklicznego zrzucania wylinki), któremu chorzy składali w ofierze koguty. W pobliżu świątyni na Kos znajdowała się szkoła lekarska Hipokratesa.
Duże ośrodki kultu boga, zwane asklepiejonami, pełniły również funkcje współczesnych szpitali i sanatoriów. Chorzy byli w nich poddawani zabiegom oczyszczającym, takim jak posty i kąpiele lecznicze oraz ćwiczeniom fizycznym, lecz również zabiegom magicznym (zwalczanym przez Hipokratesa). Główną metodą uzdrawiania był hipnotyczny sen (inkubacja) w dormitorium na terenie świątyni. Przykład podobnego uzdrowienia podaje Arystofanes w komedii Plutos. Uzdrowieni pozostawiali ekswota wyobrażające uleczone części ciała (np. ręce, nogi); spisywali historię choroby i uleczenia w postaci inskrypcji pozostawianych w świątyni; dziękczynnie wrzucali też monety do świętej sadzawki.

## Kult w starożytnym Rzymie
W starożytnym Rzymie czczony jako Eskulap, przedstawiany był jako brodaty mężczyzna z laską, wokół której wije się wąż. W 291 p.n.e., podczas panującej zarazy, zbudowano mu świątynię na Wyspie Tyberyjskiej. Wiele lat później cesarz Klaudiusz wydał rozporządzenie nadające wolność każdemu niewolnikowi, który został tam uzdrowiony, a grożące procesem właścicielowi, który odmawiając mu tego, wolał doprowadzić do jego śmierci (Swetoniusz, Żywoty cezarów, Boski Klaudiusz 25).
Poświęconym mu zwierzęciem był wąż; liczne z nich zwyczajowo gnieździły się w świątyniach tego bóstwa. Wąż owinięty wokół laski (dotychczas symbol profesji lekarskiej) należał do zasadniczych atrybutów Asklepiosa, poza nim także: świerkowe szyszki, wieńce laurowe, niekiedy koza lub pies.